# Maison Poliak
La maison Poliak (Дом Г. А. Поляка) est une maison d'habitation inscrite au patrimoine architectural de la ville de Nijni Novgorod en Russie. Construite dans les années 1890, elle abrite aujourd'hui la résidence du métropolite de Nijni Novgorod. Elle représente un bel exemple de petit hôtel particulier de la fin du XIXe siècle en Russie dans le style éclectique académique. Elle se trouve au n° 2 de la rue Piskounov dans le centre historique de la ville.

## Histoire
Dès la fin du XVIIIe siècle, les riches habitants de la ville commencent à se faire construire des demeures plus représentatives, selon le plan d'urbanisation de 1799. À l'emplacement de cette demeure le conseiller du gouvernement de la province, I. A. Averkiev se fait construire une maison en 1812 où l'on suppose que l'historien Nikolaï Karamzine (1766-1826) y est venu en séjour après la prise de Moscou par les troupes napoléoniennes en 1812, avant de s'installer dans une autre maison où se trouve aujourd'hui l'ancien bâtiment de la banque foncière des paysans.
La maison s'agrandit en 1813, puis elle est vendue en 1816 au secrétaire de collège E.V. Polz. La demeure est réaménagée en 1838 et elle est réunie par une galerie à une aile à un étage, puis des communs sont installés comprenant des écuries, une grange, des caves. La maison de maître ne comprend qu'un rez-de-chaussée avec une mezzanine des deux côtés. Un puits et des bains sont aménagés près du fossé et le pente est recouverte d'un jardin. La propriété demeure en l'état jusqu'à la fin du XIXe siècle lorsqu'on construit la descente de Potchanine (1881) et la maison est coupée du terrain en pente. Au début des années 1890, les anciennes constructions sont démolies. Le terrain est alors acheté par G. A. Poliak qui fait construire la maison actuelle en bois sur fondements de pierre.
Grigori Abramovitch Poliak est un marchand juif de la première guilde de la ville et mécène. Il est alors représentant de la compagnie maritime de la Caspienne et de la mer Noire des Rothschild à Nijni Novgorod et fondateur de la maison de commerce G. A. Poliak et fils («Г. А. Поляк и сыновья»). En 1898, la compagnie de Poliak, celle des Rothschild et le groupe de la banque internationale de Saint-Pétersbourg fondent la compagnie Mazout («Мазут»), entreprise spécialisée dans la production et le commerce de pétrole à Nijni Novgorod, Sormovo, Iaroslavl, Moscou et Astrakhan. En s'installant à Nijni Novgorod, Poliak s'intègre tout de suite à la société des riches marchands de la ville et soutient financièrement la communauté juive de Nijni Novgorod,.
Poliak est exproprié en 1918 et son hôtel particulier est divisé en appartements communautaires de la municipalité. En 1990, la demeure est adaptée pour en faire la résidence du métropolite de Nijni Novgorod - à l'époque l'archevêque Nicolas (Koutepov) à la tête de l'éparchie de 1977 à 2001. Depuis, elle est toujours la résidence en ville de l'archevêque.

## Architecture
L'édifice est construit en Г, comprenant un seul rez-de-chaussée sur fondement et côtés en pierre avec sept hautes fenêtres donnant sur la rue. Il est construit en bois, à l'exception de la partie Nord-Ouest construite en briques recouvertes de céramique. Le tout est plâtré avec des stucs et peint de couleur bleu ciel. Les façades ont conservé un riche décor dessiné et stuqué. La conception architecturale et artistique d'origine des intérieurs, les portes à panneaux en bois, les balustrades en bois des escaliers ont été préservées. 

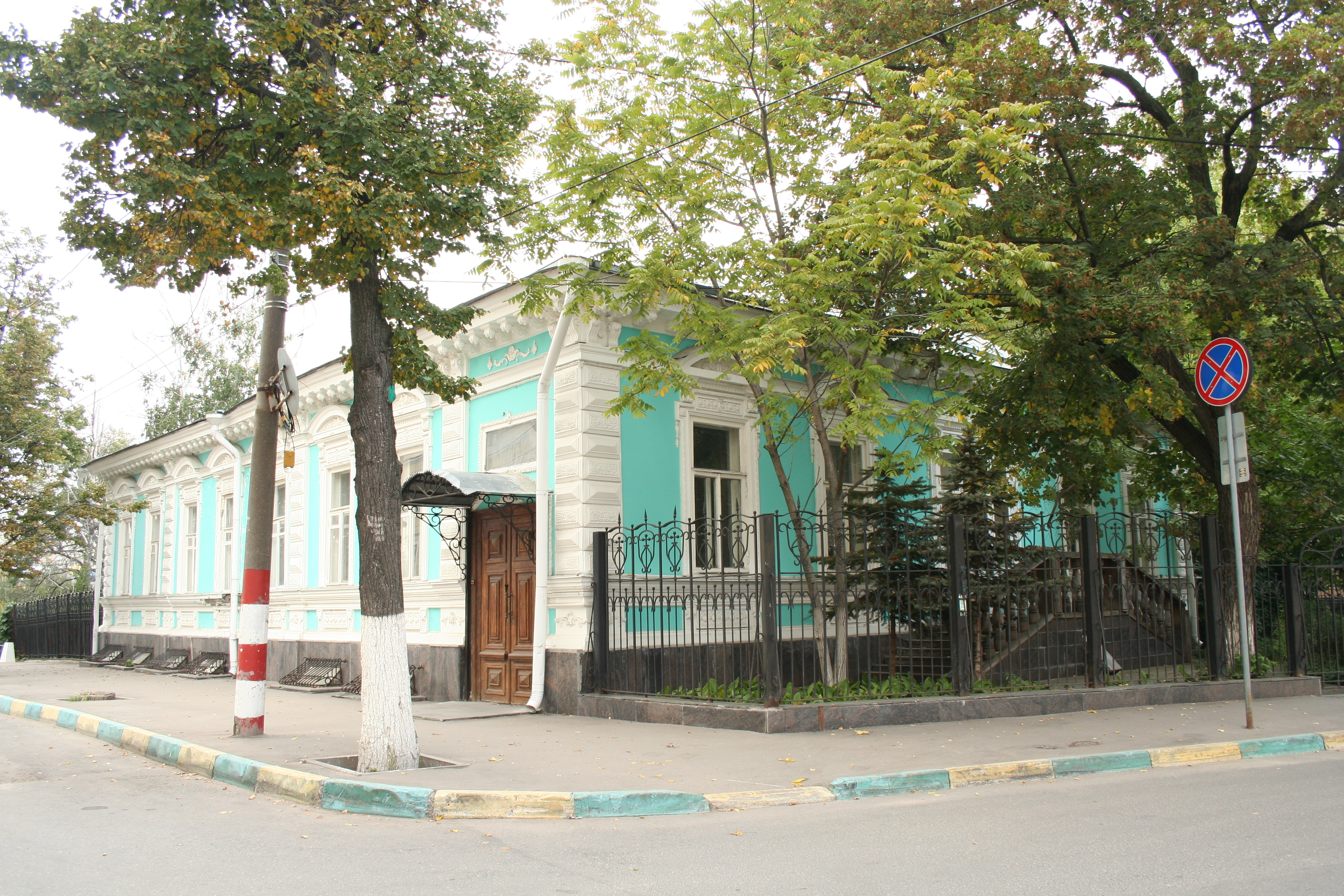
Vue de côté
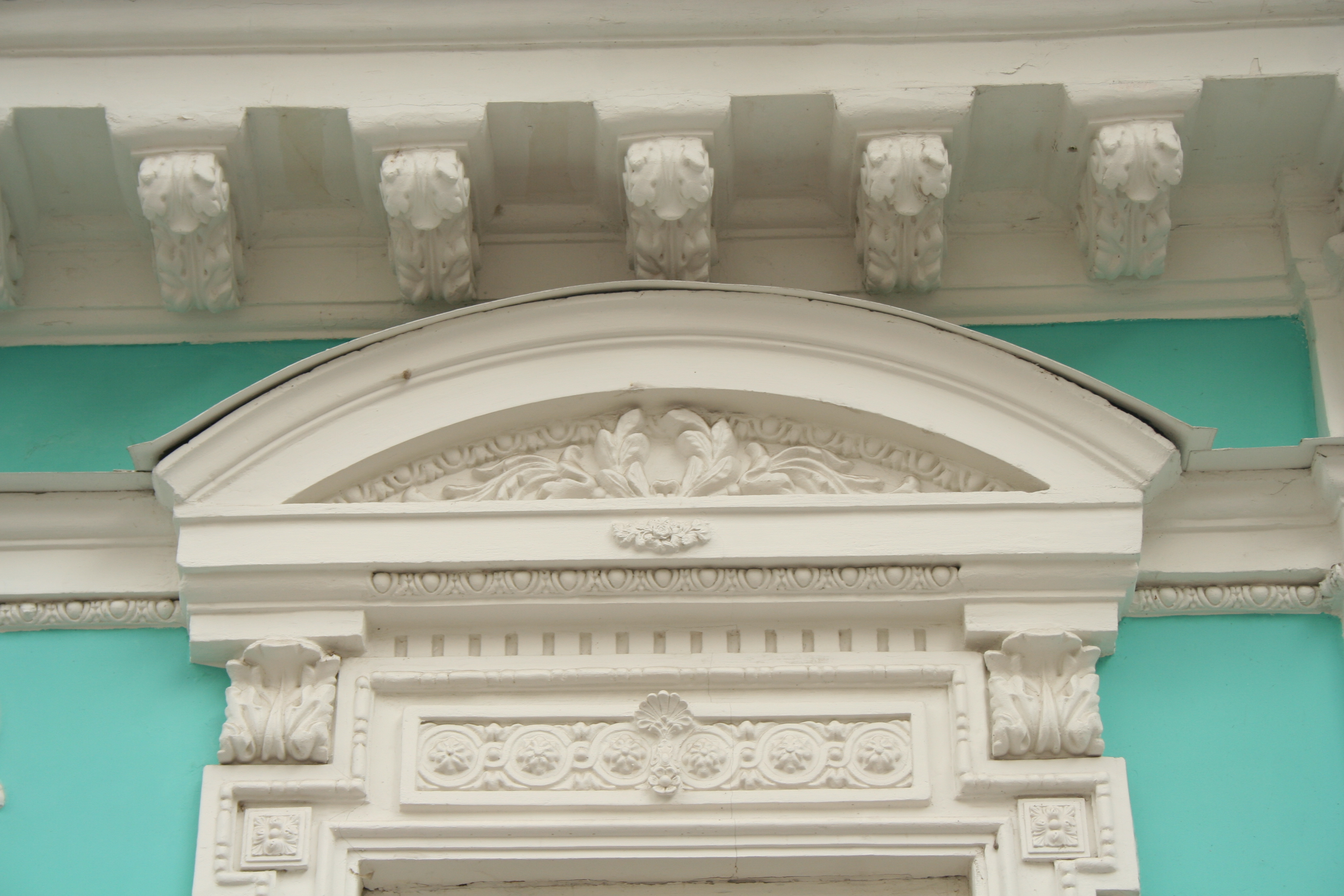
Détail
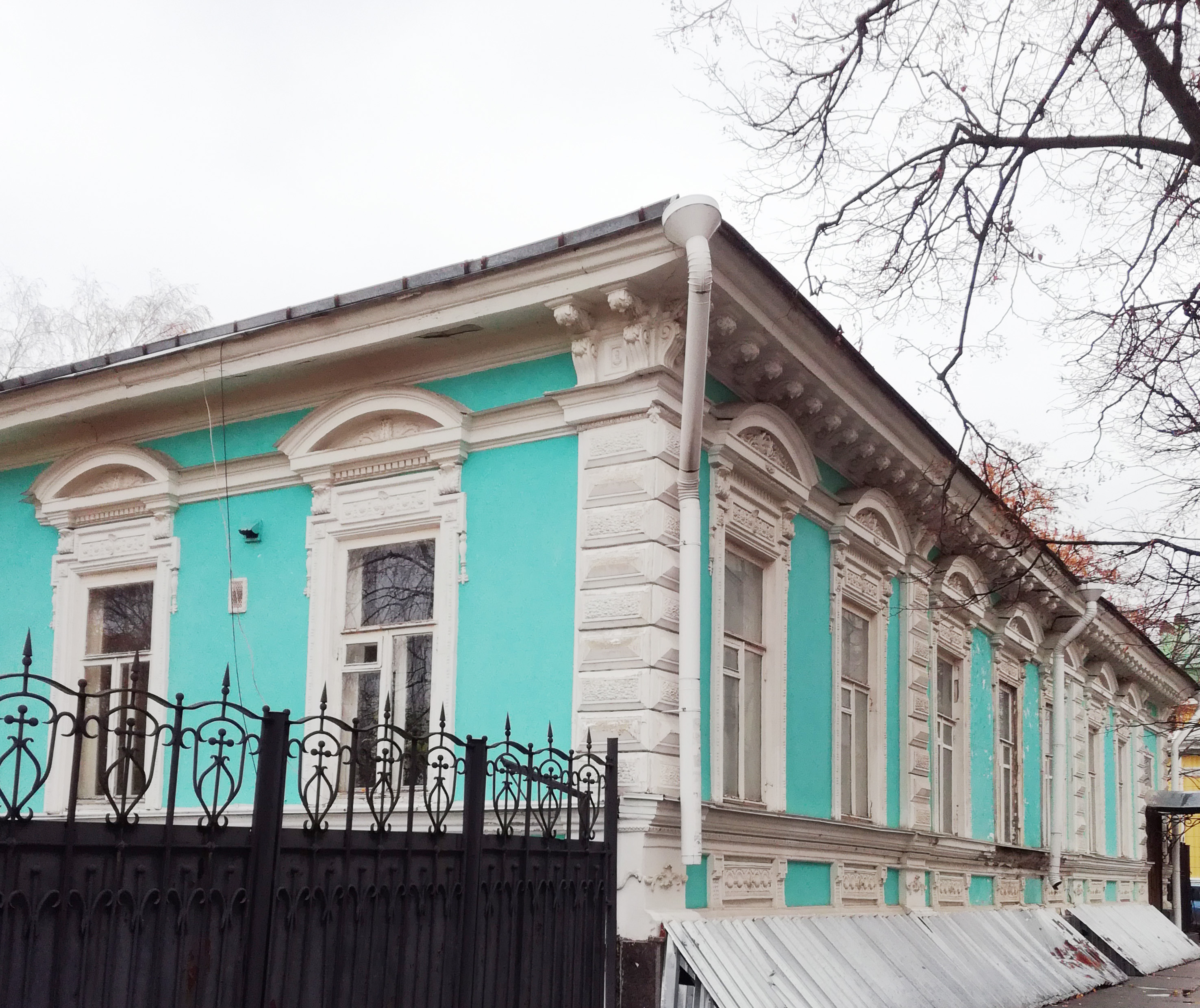
Vue de côté